# Mètode de conjunt

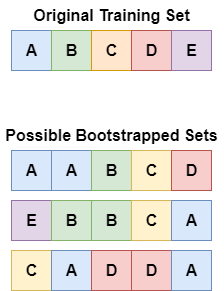
Tres conjunts de dades generats d'un conjunt original. L'exemple A es produeix dues vegades al conjunt 1 perquè es trien amb substitució

En les estadístiques i l'aprenentatge automàtic, els mètodes de conjunt utilitzen diversos algorismes d'aprenentatge per obtenir un millor rendiment predictiu del que es podria obtenir a partir de qualsevol dels algorismes d'aprenentatge constitutius. A diferència d'un conjunt estadístic en mecànica estadística, que sol ser infinit, un conjunt d'aprenentatge automàtic consta només d'un conjunt finit concret de models alternatius, però normalment permet que hi hagi una estructura molt més flexible entre aquestes alternatives.
Els algorismes d'aprenentatge supervisat realitzen la tasca de cercar a través d'un espai d'hipòtesis per trobar una hipòtesi adequada que faci bones prediccions amb un problema concret. Fins i tot si l'espai d'hipòtesis conté hipòtesis que són molt adequades per a un problema en particular, pot ser molt difícil trobar-ne un de bo. Els conjunts combinen múltiples hipòtesis per formar una (esperem) millor hipòtesi. El terme conjunt es reserva normalment per a mètodes que generen múltiples hipòtesis utilitzant el mateix aprenent base. El terme més ampli de sistemes de classificadors múltiples també cobreix la hibridació d'hipòtesis que no són induïdes pel mateix aprenent de base.
L'avaluació de la predicció d'un conjunt requereix normalment més càlcul que l'avaluació de la predicció d'un sol model. En un sentit, es pot pensar que l'aprenentatge en conjunt és una manera de compensar els mals algorismes d'aprenentatge realitzant molts càlculs addicionals. D'altra banda, l'alternativa és fer molt més aprenentatge en un sistema no conjunt. Un sistema de conjunt pot ser més eficient a l'hora de millorar la precisió general per al mateix augment dels recursos de càlcul, emmagatzematge o comunicació utilitzant aquest augment en dos o més mètodes, que no s'hauria millorat augmentant l'ús de recursos per a un únic mètode. Els algorismes ràpids com els arbres de decisió s'utilitzen habitualment en mètodes de conjunt (per exemple, boscos aleatoris), encara que els algorismes més lents també es poden beneficiar de les tècniques de conjunt.
Per analogia, les tècniques de conjunt s'han utilitzat també en escenaris d'aprenentatge no supervisat, per exemple en l'agrupació de consens o en la detecció d'anomalies.
Tipus comuns de mètodes de conjunts: Classificador òptim de Bayes, Agregació de bootstrap (empaquetament), Boosting, Mitjana del model bayesià, Combinació de models bayesians, Cubeta de models, Apilament.